# David's Album
Albums de Joan Baez
Any Day Now
(1968) One Day at a Time
(1970)
David's Album est le neuvième album studio de Joan Baez, sorti en 1969. Il est dédié à son mari David Harris, emprisonné au moment de sa sortie.

## Titres
| 1. | If I Knew                   | Nina Dusheck, Pauline Marden | 2:45 |
| 2. | Rock Salt and Nails         | Utah Phillips                | 3:49 |
| 3. | Glad Bluebird of Happiness  | Darryl Skrabak               | 2:54 |
| 4. | Green, Green Grass of Home  | Curly Putman                 | 3:10 |
| 5. | Will the Circle Be Unbroken | traditionnel                 | 4:16 |

| 6.  | The Tramp on the Street                         | traditionnel                  | 3:28 |
| 7.  | Poor Wayfaring Stranger (en) (avec Mimi Fariña) | traditionnel                  | 4:37 |
| 8.  | Just a Closer Walk with Thee                    | traditionnel                  | 4:05 |
| 9.  | Hickory Wind (en)                               | Gram Parsons, Bob Buchanan    | 3:40 |
| 10. | My Home's Across the Blue Ridge Mountains       | A. P. Carter (en), Tom Ashley | 4:17 |

### Titres bonus
David's Album a été réédité en 2005 chez Vanguard avec une nouvelle pochette et deux titres bonus :
| No  | Titre                          | Auteur         | Durée |
| --- | ------------------------------ | -------------- | ----- |
| 11. | How Can I Miss You             | Dan Hicks (en) | 2:45  |
| 12. | The Last Thing on My Mind (en) | Tom Paxton     | 4:16  |

## Musiciens
- Joan Baez : chant, guitare
- Fred Carter : mandoline
- Pete Drake : guitare pedal steel
- Johnny Gimble : violon
- Roy Huskey Jr. : basse
- Tommy Jackson : violon
- Jerry Kennedy : guitare
- Jerry Reed : guitare
- Harold Bradley : guitare, dobro
- Hargus Robbins : piano
- Harold Rugg : guitare, dobro
- Grady Martin : guitare
- Buddy Spicher : violon
- Norbert Putnam : basse
- Kenny Buttrey : batterie